# École de Luostarivuori
L'école de Luostarivuori (finnois : Luostarivuoren koulu) est une école sur  Samppalinnanmäki dans les quartiers III et IV à Turku en Finlande.

## Présentation
L'école de Luostarivuori et le lycée de Luostarivuori partagent le bâtiment principal conçu par Yrjö Sadeniemi et Magnus Schjerfbeck et construit en 1924.
L'école est installée dans le bâtiment supplémentaire conçu par Aarne Ehojoki et construit en 1967.

## Histoire
La troisième école de filles de Finlande a été fondée à Turku le 19 septembre 1882. 
Son premier emplacement était Nikolaintori 2 (aujourd'hui Gezelliuksenkatu 2), à côté de la cathédrale de Turku. 
L'emplacement de l'école de filles a souvent changé et l'école a obtenu son premier bâtiment en 1906 à Aurakatu 16, où fonctionne actuellement le centre Vimma.
L'école était initialement privée jusqu'à sa nationalisation en 1892, date à laquelle le nombre d'élèves à dépassé la centaine.
L'école de filles de Turku offrait à ses élèves un programme correspondant à ceux d'une école secondaire. 
À cette époque, l'école n'avait pas droit de délivrer le diplôme de fin d'études secondaires.
En 1925, le nom de l'école est devenu lycée pour filles de Turku, populairement connu sous le nom de Tipula.
La construction d'un nouveau bâtiment scolaire sur Samppalinnanmäki a commencé la même année. L'enseignement a commencé dans l'actuel bâtiment scolaire en briques rouges de Luostarivuori, à l'automne 1926. 
Le nom Luostarivuori (colline du monastère) vient du monastère qui était autrefois situé sur la colline.
En 1974, les garçons ont commencé à être admis à l'école, lorsque le nom a été changé de lycée pour filles à lycée mixte de Luostarivuori. 
Avec la réforme de l'école primaire en 1976, le lycée mixte a finalement été divisé en école de Luostarivuori et lycée de Luostarivuori.

## Galerie

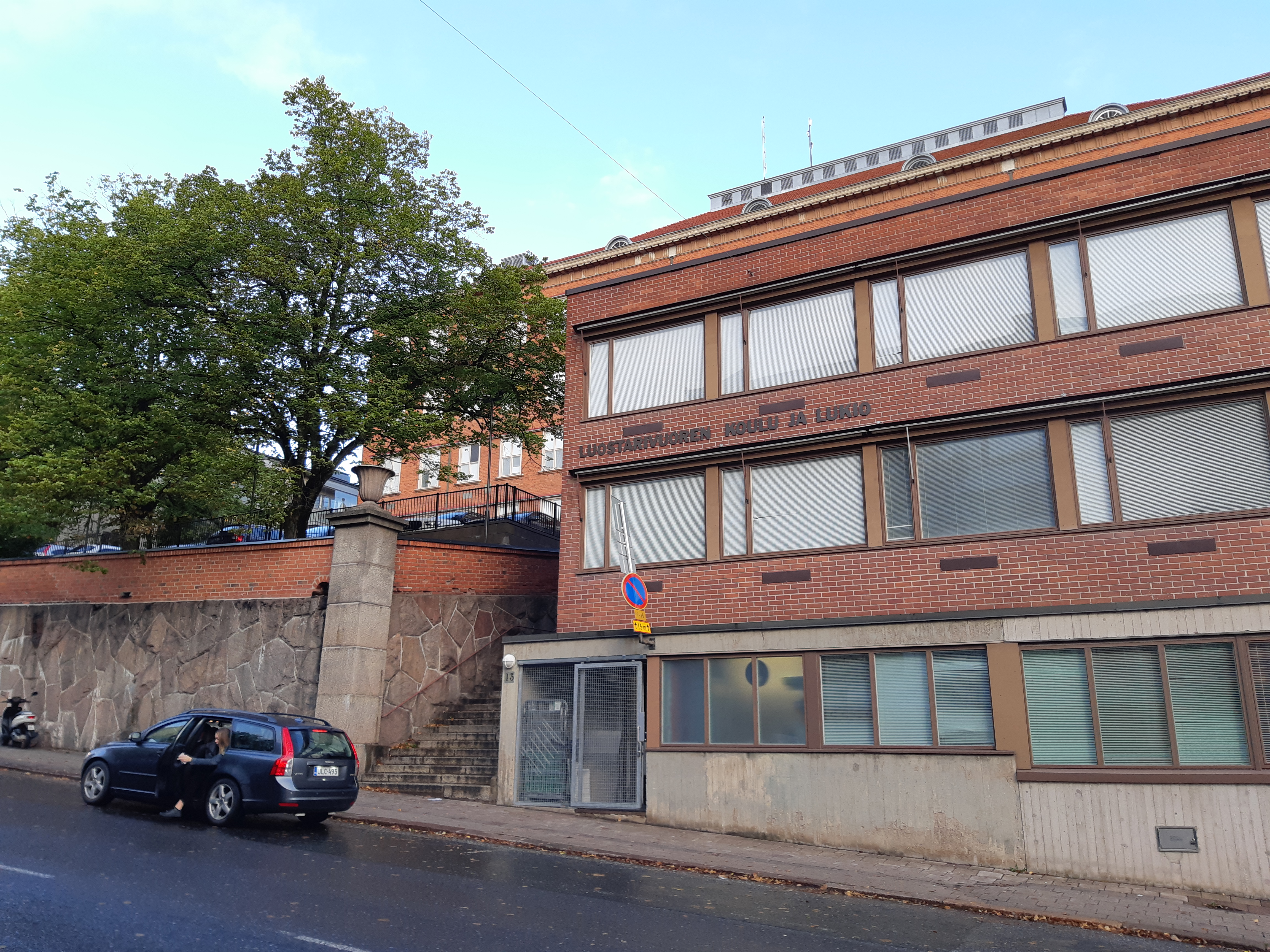
Le nouveau bâtiment d'Aarne Ehojoki.